# Jørgen Frantzen
Jørgen Nagel Frantzen, född 9 maj 1935 i Holbæk, död 10 januari 2020, var en dansk roddare.
Frantzen blev olympisk bronsmedaljör i tvåa med styrman vid sommarspelen 1952 i Helsingfors.